# ویرات
ویرات (به لاتین: Virrat) یک شهرک در فنلاند است که در پیرکانما واقع شده‌است. این شهرک در سال ۲۰۱۷ میلادی ۶٬۸۷۹ نفر جمعیت داشته‌است.